# بوب كوربن
بوب كوربن هو سياسي أمريكي، ولد في 8 ديسمبر 1922 في أبلتون في الولايات المتحدة، وتوفي في 22 فبراير 2013 في سنترفيل في الولايات المتحدة. نشط حزبياً في الحزب الجمهوري. وقد انتخب عضو مجلس نواب أوهايو ‏.